# Marilyn (documentário)
Marilyn é um filme de 1963 do gênero documentário baseado na vida do símbolo sexual dos anos 1950 Marilyn Monroe. O filme, dirigido por Harold Medford, foi lançado pela 20th Century Fox, e é narrado pelo ator Rock Hudson.[carece de fontes?]
Marilyn Monroe (nascida Norma Jeane Mortensen a 1 de junho de 1926) chegou à fama com o filme noir de 1953 Niagara, lançado pela 20th Century Fox. Monroe tinha assinado com a Fox originalmente em 1947, e desempenhou pequenos papéis em alguns filmes, estrelado por atores como Betty Grable, June Haver, Cary Grant, Peggy Cummins, e Jeanne Crain. Quando liberada da Fox, Monroe encontrou trabalho mais uma vez fazendo papéis menores em filmes como Loucos de Amor (1949), estrelado pelos Irmãos Marx. Ela re-assinou com a Fox em 1950 e começou a fazer papéis pequenos mas significativos em filmes de grandes orçamentos como A Malvada, estrelado por Bette Davis. Após vários filmes, a Fox deu à Marilyn sua grande chance com Niagara, estrelado por Monroe, Joseph Cotten e Jean Peters. Marilyn passou a ganhar milhões para a Fox, estrelando em filmes como Os Homens Preferem as Loiras (1953), How to Marry a Millionaire (1953), e O Rio das Almas Perdidas (1954).
O primeiro fracasso de Marilyn em dois anos foi O Mundo da Fantasia, um musical co-estrelado por Ethel Merman, Dan Dailey, Donald O'Connor, Mitzi Gaynor, e Johnnie Ray. A suntuosa produção deste filme não conseguiu ofuscar o enfadonho enredo. No entanto, Marilyn recuperou seu sucesso com O Pecado Mora ao Lado, em 1955, co-estrelado por Tom Ewell e Evelyn Keyes. O Pecado Mora ao Lado apresentava a famosa cena do vestido branco de Marilyn Monroe sendo levantado no ar por uma grade de metrô. Este filme foi um grande sucesso, como foi também o próximo filme de Marilyn, Nunca Fui Santa (1956), o qual foi seu último filme com a Fox até 1960. Porém, o maior sucesso de Marilyn em um filme foi em Quanto Mais Quente Melhor de 1959, uma comédia co-estrelada por Tony Curtis e Jack Lemmon.
No entanto, Marilyn só foca nos filmes que Monroe fez com a 20th Century Fox, o queque exclui Nunca Fui Santa, uma vez que foi lançado pela Metro-Goldwyn-Mayer. O último filme de Monroe com a Fox foi a romântica comédia musical Adorável Pecadora de 1960, também estrelado por Yves Montand. Em 1962, ela assinou com a Fox para refazer um filme de 1940 chamado Minha Esposa Favorita. O filme foi re-intitulado Something's Got to Give e escalou Monroe como protagonista ao lado de Dean Martin, Cyd Charisse, Wally Cox, e Phil Silvers. Marilyn morreu antes da conclusão do filme. Em 1963, Fox montou Something's Got to Give novamente, com Doris Day, James Garner e Polly Bergen, e re-intitulou o filme como Eu, Ela e A Outra.

## Recepção
A recepção de Marilyn foi ao mesmo tempo boa e ruim. Alguns chamaram o filme de "última chance da 20th Century Fox de ganhar algum dinheiro com Marilyn Monroe", enquanto alguns chamaram o filme de "maravilhoso". Ele gerou boas e más críticas de imprensa.[carece de fontes?]